# Barrabás

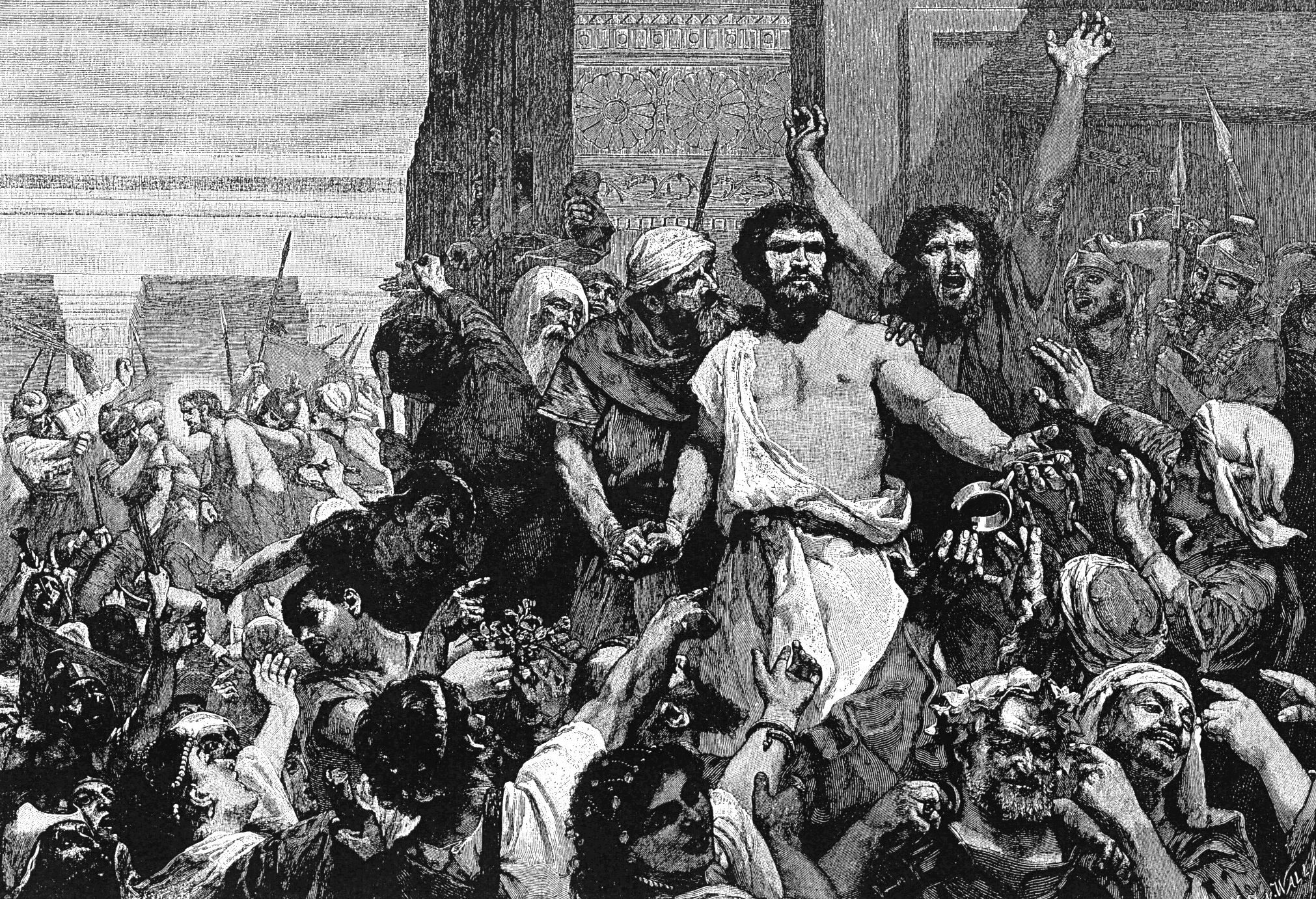
"Dê-nos Barrabás!", ilustração do volume 9 de The Bible and its Story Taught by One Thousand Picture Lessons, de 1910

Barrabás (do aramaico: Bar Abbas, "filho do pai") nasceu na cidade de Yafo, ao sul da Judeia. Foi contemporâneo de Jesus Cristo. É  citado no Novo Testamento, no episódio do julgamento de Jesus por Pôncio Pilatos.

## Narrativa bíblica
É identificado como "salteador" ou "assassino". Era muito provavelmente integrante do partido judeu que lutava contra a dominação romana denominado zelote.
Seu grupo agia através de ataques às legiões como meio de fustigar as forças invasoras dominantes. Foi preso após um ataque a um grupo de soldados romanos na cidade de Cafarnaum, onde possivelmente um soldado foi morto. «E havia um chamado Barrabás, que, preso com outros amotinadores, tinha num motim cometido uma morte.» (Marcos 15:7)
Segundo textos, quando Jesus foi acusado pelos sacerdotes judeus perante Pôncio Pilatos, o governador da Judeia, depois de interrogá-lo, não encontrou motivos para sua condenação. Mas como o populacho, presente ao julgamento, vociferava contra o prisioneiro exigindo sua crucificação, Pilatos mandou flagelá-lo e depois exibi-lo, ensanguentado, acreditando que a multidão se comoveria (um episódio conhecido como Ecce homo). Mas tal não aconteceu.
Pressionado, o governador tentou um último recurso: mandou trazer um condenado à morte, tido como ladrão e assassino, chamado Barrabás, e, valendo-se de uma tradição judaica, concedeu ao povo o direito de escolher qual dos dois acusados deveria ser solto e o outro crucificado. Então, o povo manifestou-se pela libertação de Barrabás.

## Barrabás em outras mídias
- Barrabás, filme italiano de 1961.

- Há uma representação de Barrabás na terceira parte da série O Mundo Sombrio de Sabrina.
- Barrabás, na série mexicana María Magdalena (série de televisão)